# Вилламассарджа

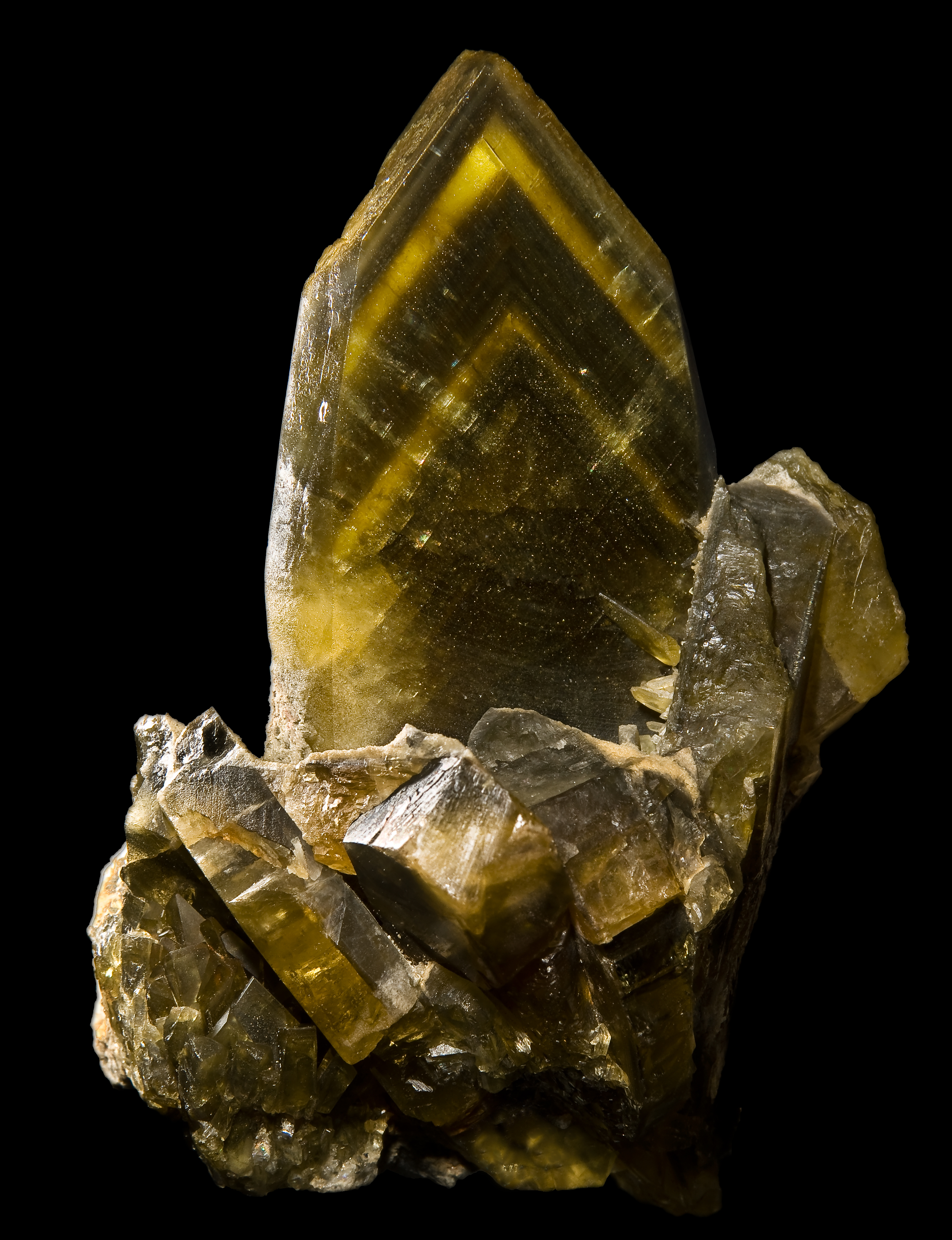
Барит — Monte Mesu — Villamassargia

Вилламассарджа (итал. Villamassargia) — коммуна в Италии, располагается в регионе Сардиния, подчиняется административному центру Южная Сардиния.
Население составляет  3 508 человека(30-06-2019), плотность населения составляет 38,38 чел./км². Занимает площадь 91,39 км². Почтовый индекс — 9010. Телефонный код — 0781.
Покровительницей коммуны почитается Пресвятая Богородица, празднование 5 августа.